# ガスフレア

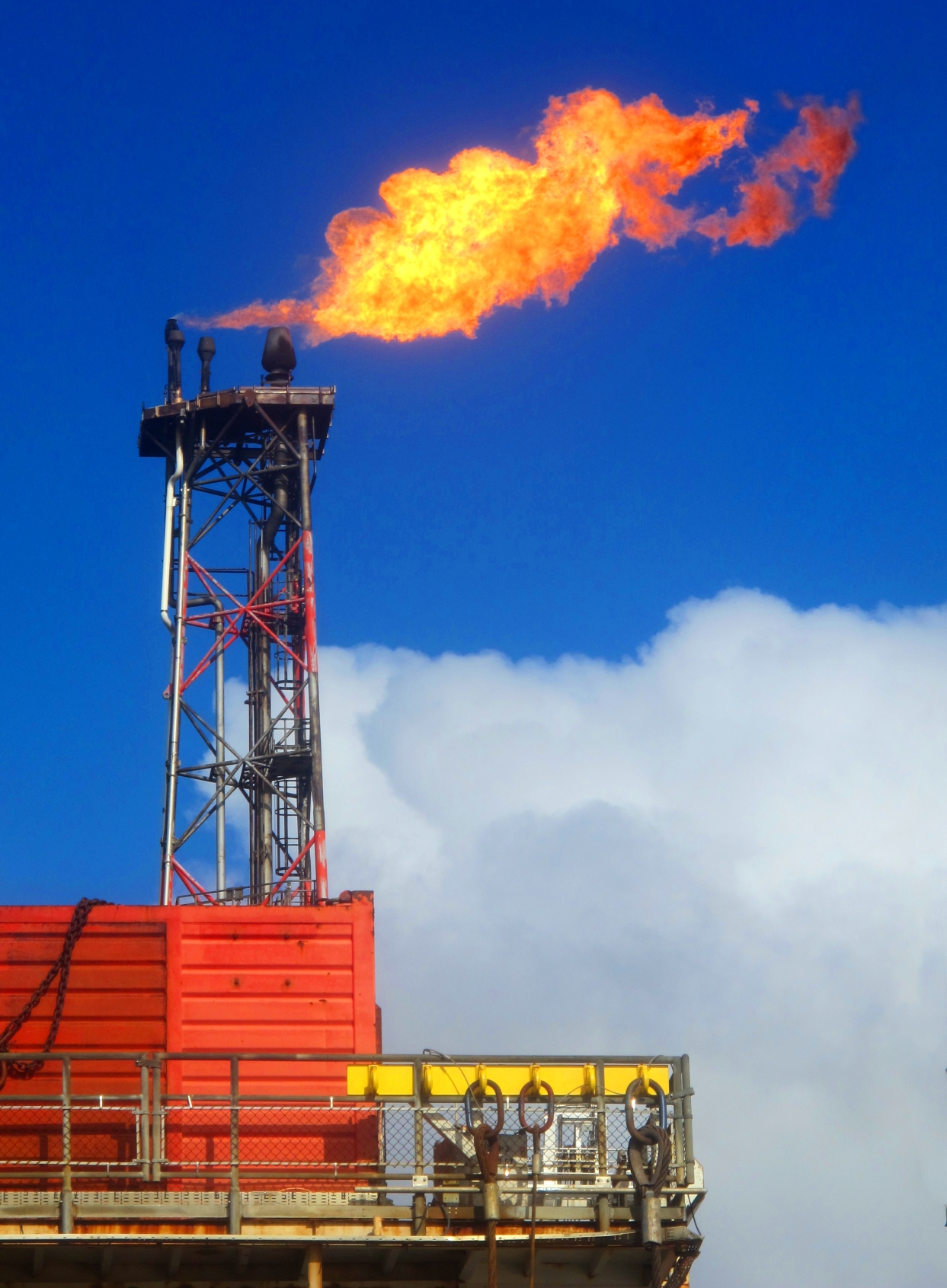
北海油田におけるガスフレア

ガスフレア（Gas flare）とは、油田やガス田から発生する遊離天然ガスを焼却処分する際に発生する炎のこと。焼却自体をガスフレアリング、または単にフレアと呼ぶこともある。

## 概要
原油を掘削する際に生じる随伴ガスは、揮発性成分に富むことからしばしば爆発事故の原因となるなど、古くから石油生産上のネックとなってきた。このため、櫓の上にパイプを導き燃焼させることで安全対策が採られてきた。機械や従業員などの動きが少なく絵になる光景が無い原油掘削施設で、唯一、写真やイラストなどの題材になりうるものであり、油田の象徴として扱われることが多かった。現在では、後述の環境問題の高まりから利用を避ける石油会社が多い。

## 消滅傾向にあるフレア
ガスフレアは燃料となりうる天然ガスを単に燃焼させることでもあり、さまざまな利用手段の検討が進められてきたが、ガス中に硫化水素などの腐食成分を含むこと、パイプライン輸送施設や液化施設などの設置や維持管理などに莫大なコストがかかることもあり、利用は海上油田基地や積み出し港に近い一部の油田に限られてきた。
1990年代に入ると、二酸化炭素排出に伴う地球温暖化の進行が懸念されるようになり、ガスフレアリングは環境を悪化させるものとして象徴的に語られるようになった。石油関連会社はこぞってガスフレアリングの削減に乗りだし、液化石油ガスなどの生産や地中への再注入などに利用される（結果的に原油の生産効率も高まる）こととなり、ガスフレアは世界各地の油田からは急速に姿を消しつつある。